# Босанкур
Босанкур (фр. Bossancourt) насеље је и општина у североисточној Француској у региону Шампањ-Арден, у департману Об која припада префектури Бар сир Об.
По подацима из 2011. године у општини је живело 191 становника, а густина насељености је износила 27,6 становника/km². Општина се простире на површини од 6,92 km². Налази се на средњој надморској висини од 149 метара.

## Демографија
| 1962. | 1968. | 1975. | 1982. | 1990. | 1999. | 2011. |
| ----- | ----- | ----- | ----- | ----- | ----- | ----- |
| 144   | 159   | 154   | 143   | 236   | 236   | 191   |

График промене броја становника у току последњих година